# Ezequiel Schelotto
Ezequiel Matias Schelotto (* 23. Mai 1989 in Buenos Aires) ist ein italienischer Fußballspieler argentinischer Herkunft.

## Familie
Den Nachnamen verdankt er seinem Urgroßvater, der aus Italien stammt. Er immigrierte einst aus der ligurischen Kleinstadt Cogoleto nach Südamerika und ließ sich in Argentinien nieder.

## Karriere

### Verein
Ezequiel Schelotto begann seine Karriere in Argentinien bei CA Banfield, bevor er im Juli 2008 nach Europa wechselte und zur AC Cesena ging. Mit Cesena gelang ihm der direkte Durchmarsch aus der Serie C1 in die Serie A.
Anschließend wechselte Schelotto zum Serie-A-Verein Atalanta Bergamo, wurde aber sofort wieder für ein halbes Jahr an Cesena ausgeliehen. Nach einer weiteren halbjährigen Leihe an den Serie-A-Verein Catania Calcio lief er für Atalanta auf.
Seit Januar 2013 steht Schelotto bei Inter Mailand unter Vertrag. Im August 2013 wurde er für eine Spielzeit an US Sassuolo Calcio verliehen. Der norditalienische Verein erhielt außerdem die Option, 50 % der Transferrechte an Schelotto zu erwerben.
In der Winterpause der Saison 2013/14 verließ er Sassuolo und wechselte infolge eines kuriosen Spielertausches auf Leihbasis für die Rückrunde zum FC Parma. Bei diesem Tausch wurde er zusammen mit seinem Mannschaftskameraden Jonathan Rossini an Parma abgegeben. Im Gegenzug wechselten Nicola Sansone und Pedro Mendes fest zu Sassuolo, und Aleandro Rosi wurde für ein halbes Jahr an Sassuolo verliehen.
Zur Saison 2014/15 wechselte Schelotto gemeinsam mit Rubén Botta auf Leihbasis zu Chievo Verona. Am 31. August 2015 wurde sein Vertrag bei Inter Mailand aufgelöst.
Im November 2015 schloss sich Schelotto Sporting Lissabon an. Ende August 2017 zog er weiter nach England in die Premier League zu Brighton & Hove Albion, wo er einen Dreijahresvertrag unterzeichnete. Zur Mitte dieses Engagement wurde er im Januar 2019 für den Rest der laufenden Saison 2018/19 zu seinem Ex-Klub Chievo Verona verliehen. Nach Ablauf der Vertragslaufzeit verließ Schelotto im Sommer 2020 die englische Küstenstadt. 2021 wechselte er zum Racing Club zurück in seine Heimat Argentinien.

### Nationalmannschaft
Schelotto gab sein Debüt für die italienische U-21-Nationalmannschaft am 13. November 2009 gegen Ungarn. Insgesamt brachte er es auf sechs Einsätze in Italiens U-21. Am 15. August 2012 lief er gegen England erstmals für Italiens A-Mannschaft auf.